# Andreas Schlütter
Andreas Schlütter (n. 17 august 1972, Suhl, Republica Democrată Germană, Germania) este un schior de fond ce a reprezentat Germania, medaliat olimpic. A participat la 3 ediții ale Jocurilor Olimpice (1998, 2002, 2006) în care a câștigat o medalie de argint și o medalie de bronz.